# Aeschynanthus arctocalyx
Aeschynanthus arctocalyx là một loài thực vật có hoa trong họ Tai voi. Loài này được Mendum & Madulid mô tả khoa học đầu tiên năm 1995.